# Vacanze in collegio
Vacanze in collegio (Merlusse) è un film del 1935 diretto da Marcel Pagnol.
Il soggetto è tratto da una commedia dello stesso regista Pagnol.

## Trama
Il maestro Blanchard, dal viso deturpato per una ferita in guerra, con un occhio di vetro, è il terrore, suo malgrado, degli alunni del collegio, che lo hanno fregiato del soprannome di Merlusse (Baccalà) e dicono che odora di merluzzo. Alla vigilia di Natale, quasi tutti gli alunni vanno a casa, ne restano in collegio pochi, che le famiglie non hanno voluto o  potuto portare con sé.
Blanchard, che già doveva controllarli nel pomeriggio,  è pregato di restare con loro anche la sera e la notte, perché chi aveva tale incarico deve andare dalla madre malata. Blanchard accetta. Gli alunni sono seccati di averlo come custode e gli fanno anche lo scherzo di mettergli una puntina sulla sedia. Ma Merlusse attinge ai suoi poveri  risparmi per acquistare dei doni. La mattina di Natale i ragazzi più grandi dicono di aver visto Merlusse  portare i doni. Gli alunni cercano di ricambiare, con alcuni oggetti privi di valore. Merlusse capisce quale grande valore abbiano queste piccole cose. E in sovrappiù la sua generosità è premiata dal preside, che gli fa avere uno scatto di carriera e lo propone per le palme accademiche.

## Versione televisiva
Una versione tv è stata realizzata da Georges Folgoas nel 1965 con Georges Wilson nel ruolo di Merlusse.

## A teatro
Vacanze in collegio è stato presentato al Festival di Teatro di Aubagne nel 1995 con Michel Galabru nel ruolo. La messa in scena è stata di Daniel Mesini.